# G.I. Joe: A Real American Hero (serie animata)
G.I. Joe (G.I. Joe: A Real American Hero) è una serie televisiva animata americana, basata sull'omonima linea di giocattoli della Hasbro e ispirata alla serie a fumetti della Marvel Comics. Il cartone animato è stato prodotto negli Stati Uniti da Sunbow e Marvel Productions, ma è stato disegnato in outsourcing dallo studio giapponese Toei Animation. Gli episodi hanno avuto inizio con due mini-serie in cinque parti nel 1983 e nel 1984, per poi diventare una serie regolare di due stagioni tra il 1985 e il 1986, per un totale di 95 episodi.
Ron Friedman, creatore della serie animata, scrisse tutte e quattro le miniserie. La quarta mini-serie era stata destinata ad essere un lungometraggio, ma per difficoltà nella produzione è uscita come una mini-serie televisiva.
La serie originale è stata seguita dal film del 1987 G.I. Joe: The Movie e dalla seconda serie animata del 1989 prodotta dalla DiC Entertainment.

## Trama

### Mini-serie

#### G.I. Joe: I veri eroi americani
Questa mini-serie, divisa in cinque parti, è stata creata inizialmente come episodio pilota della famosa serie televisiva animata, ed è andata in onda con il titolo The MASS Device. All'inizio della serie, il malvagio Comandante Cobra e Destro usano una macchina sperimentale nota come dispositivo MASS, che ha la capacità di trasportare la materia in qualsiasi posto nell'intero globo terrestre, utilizzando un potente satellite per trasmettere il raggio di teletrasporto. I G.I. Joe cercano di fermare i Cobra con un loro dispositivo MASS. Ma prima, devono raccogliere i tre rari elementi che alimentano il dispositivo.

#### G.I. Joe: La vendetta del Cobra
I Cobra rinvigoriti hanno creato una nuova arma chiamato Weather Dominator, che è in grado di manipolare le tempeste. All'inizio della seconda mini-serie, i Cobra rubano il nucleo che potenzia il nuovo cannone laser dei Joe che le darebbe un potere illimitato. Danneggiato in battaglia, il dispositivo si rompe in tre parti, che si disperdono in tutto il mondo. I G.I. Joe devono recuperare i pezzi prima dei Cobra che sono intenti a ricostruire il Weather Dominator.

#### G.I. Joe: La piramide dell'oscurità
Nella terza mini-serie, all'inizio della prima stagione, originariamente ha debuttato nella sua forma completa durante la prima messa in onda e successivamente è stata divisa cinque parti. La storia incentrata sui tentativi dei Cobra di costruire una nuova arma, La piramide dell'oscurità, un'arma che neutralizza l'alimentazione elettrica nell'emisfero settentrionale della Terra. Quattro giganteschi cubi di controllo devono essere collocati in posizioni strategiche in tutto il mondo. L'obbiettivo dei G.I. Joe sarà distruggere la piramide e trovare la sede segreta dei Cobra.

#### G.I. Joe: Sorgi, Serpentor, sorgi
Nella quarta mini-serie, all'inizio della seconda stagione, il Dottor Mindbender sogna di creare un nuovo leader per i Cobra per sostituire il Comandante Cobra. Usando l'ingegneria genetica, che intende utilizzare il DNA dei più spietati personaggi storici per creare il più grande leader dei Cobra. I G.I. Joe tentano di intercettare le operazioni dei Cobra. Tuttavia, i Cobra riescono a fornire il materiale genetico necessario per Mindbender. Con la nascita del perfido Serpentor, egli prende il controllo dei Cobra, imprigionando il Comandante Cobra, e subito attacca Washington DC. L'impulsività di Serpentor porta l'operazione ad essere un fiasco e i G.I. Joe riescono a fermarlo. Dopo la sconfitta, Serpentor decide di usare il Comandante Cobra come suo lacchè. I G.I. Joe intanto promettono di continuare a difendere il mondo dalla minaccia dei Cobra anche se il loro nemico ha ora un nuovo potente leader.

## Trasmissione
Dopo le due miniserie iniziali, la serie regolare iniziò il 16 settembre 1985 in concomitanza con la seconda stagione dei Transformers. Durante la sigla di testa, l'attore Jackson Beck legge una breve presentazione, che in italiano suona come "G.I. Joe è il nome in codice di una temeraria squadra speciale americana addestrata ad altissimo livello. Il suo scopo è difendere la libertà degli uomini dal Cobra, una spietata organizzazione terroristica decisa a dominare il mondo".
Poiché la serie era stata prodotta come veicolo per vendere la linea di giocattoli, ogni episodio si focalizzava su un particolare G.I. Joe man mano che ciascuna action figure (con relativi accessori quali mezzi militari terrestri, velivoli ecc.) veniva lanciata sul mercato. La trama degli episodi non era direttamente legata al fumetto della Marvel Comics, ma era liberamente ispirata a quest'ultimo. Inoltre, la serie animata era soggetta alle regole per le trasmissioni televisive destinate ai bambini, tra cui il divieto di mostrare armi da fuoco (sostituite da armi laser) e il divieto di mostrare persone uccise.
La serie si è conclusa il 20 novembre 1986 dopo 95 episodi. Nonostante il successo, nessun altro studio ha voluto produrre una nuova stagione fino al 1989 quando DiC ha preso l'incarico per la seconda serie.

### Edizione italiana
In Italia la serie dei G.I. Joe fu trasmessa in prima visione TV dall'ottobre 1987 sul circuito Odeon TV, inizialmente con la sigla originale e l'introduzione doppiata in italiano; successivamente la sigla originale fu sostituita con "L'inno dei G.I. Joe" di Massimo Dorati. In seguito la serie fu replicata su Italia 7 dal settembre 1992, in contemporanea all'arrivo della seconda linea di giocattoli inerenti alla seconda serie prodotta dalla DiC Entertainment. Altre repliche avvennero a partire dal 1996 sul circuito Junior TV e su numerosi canali regionali, tra cui Telenorba.

## Personaggi principali
| Personaggio       | Originale           | Italiano                                            |
| ----------------- | ------------------- | --------------------------------------------------- |
| Duke              | Michael Bell        | Marco Balzarotti                                    |
| Scarlett          | B.J. Ward           | Patrizia Salmoiraghi                                |
| Snake Eyes        |                     |                                                     |
| Lady Jane         | Mary McDonald-Lewis | Marcella Silvestri                                  |
| Roadblock         | Kene Holliday       | Tony Fuochi                                         |
| Striker           | Arthur Burghardt    | Ivo De Palma                                        |
| Snow Job          | Rob Paulsen         | Giovanni Battezzato                                 |
| Shipwreck         | Neil Ross           | Stefano Albertini                                   |
| Flint             | Bill Ratner         | Maurizio Scattorin                                  |
| Gung-Ho           | Chris Latta         | Roberto Colombo                                     |
| Wild Bill         | Frank Welker        | Enrico Carabelli                                    |
| Doc               | Buster Jones        | Maurizio Scattorin                                  |
| Mutt              | Bill Morey          | Enrico Carabelli                                    |
| Bazooka           | John Hostetter      | Luigi Rosa                                          |
| Quick Kick        | François Chau       | Gianfranco Gamba                                    |
| Rip Cord          | Gregg Berger        | Andrea De Nisco                                     |
| Cover Girl        | Libby Aubrey        | Elisabetta Cucci                                    |
| Sgt. Slaughter    | Sgt. Slaughter      | Roberto Colombo                                     |
| Cobra Commander   | Chris Latta         | Giorgio Melazzi                                     |
| Serpentor         | Dick Gautier        | Giovanni Battezzato Sergio Romanò Enrico Bertorelli |
| Destro            | Arthur Burghardt    | Adolfo Fenoglio                                     |
| Baronessa         | Morgan Lofting      | Caterina Rochira                                    |
| Dottor Mindbender | Brian Cummings      | Augusto Di Bono                                     |
| Maggiore Bludd    | Michael Bell        | Giovanni Battezzato                                 |
| Zartan            | Zack Hoffman        | Orlando Mezzabotta Tony Fuochi                      |
| Storm Shadow      | Keone Young         | Enrico Carabelli                                    |
| Xamot             | Michael Bell        | Ivo De Palma                                        |
| Tomax             | Corey Burton        | Enrico Maggi                                        |
| Firefly           | Gregg Berger        | Tony Fuochi                                         |

Altre voci: Riccardo Peroni, Luca Semeraro, Antonio Paiola, Paolo Torrisi

## Episodi
Nell'edizione italiana gli episodi sono generalmente programmati in ordine di produzione anziché in quello di trasmissione originale (fanno eccezione gli episodi in due parti, in cui queste ultime sono trasmesse una dopo l'altra).
| nº                                 | n° prod. | Titolo originale                                                    | Titolo italiano                                                            | Prima TV originale | Prima TV Italia |
| ---------------------------------- | -------- | ------------------------------------------------------------------- | -------------------------------------------------------------------------- | ------------------ | --------------- |
| 1ª miniserie: The M.A.S.S. Device  |          |                                                                     |                                                                            |                    |                 |
| 1                                  | 4005     | The Cobra Strikes                                                   | I Cobra colpiscono                                                         | 12 settembre 1983  | 1987            |
| 2                                  | 4006     | Slaves of the Cobra Master                                          | Schiavi del padrone Cobra                                                  | 13 settembre 1983  | -               |
| 3                                  | 4007     | The Worms of Death                                                  | I vermi della morte                                                        | 14 settembre 1983  | -               |
| 4                                  | 4008     | Duel in the Devil's Cauldron                                        | Duello nel calderone del diavolo                                           | 15 settembre 1983  | -               |
| 5                                  | 4009     | A Stake in the Serpent's Heart                                      | Un duro colpo per il serpente                                              | 16 settembre 1983  | -               |
| 2ª miniserie: The Revenge of Cobra |          |                                                                     |                                                                            |                    |                 |
| 6                                  | 4018     | In the Cobra's Pit                                                  | La vendetta del Cobra (prima parte)                                        | 10 settembre 1984  | -               |
| 7                                  | 4019     | The Vines of Evil                                                   | La vendetta del Cobra (seconda parte)                                      | 11 settembre 1984  | -               |
| 8                                  | 4020     | The Palace of Doom                                                  | La vendetta del Cobra (terza parte)                                        | 12 settembre 1984  | -               |
| 9                                  | 4021     | Battle on the Roof of the World                                     | La vendetta del Cobra (quarta parte)                                       | 13 settembre 1984  | -               |
| 10                                 | 4022     | Amusement Park of Terror                                            | La vendetta del Cobra (quinta parte)                                       | 14 settembre 1984  | -               |
| Prima stagione                     |          |                                                                     |                                                                            |                    |                 |
| 11                                 | 600-37   | The Pyramid of Darkness, Part 1: The Further Adventures of G.I. Joe | La piramide dell'oscurità (prima parte) - Le nuove avventure               | 16 settembre 1985  | -               |
| 12                                 | 600-38   | The Pyramid of Darkness, Part 2: Rendezvous in the City of the Dead | La piramide dell'oscurità (seconda parte) - Incontro nella città dei morti | 17 settembre 1985  | -               |
| 13                                 | 600-39   | The Pyramid of Darkness, Part 3: Three Cubes to Darknes             | La piramide dell'oscurità (terza parte) - Tre cubi al buio                 | 18 settembre 1985  | -               |
| 14                                 | 600-40   | The Pyramid of Darkness, Part 4: Chaos in the Sea of Lost Souls     | La piramide dell'oscurità (quarta parte) - Caos nel mare delle anime rosse | 19 settembre 1985  | -               |
| 15                                 | 600-41   | The Pyramid of Darkness, Part 5: Knotting Cobra's Coils             | La piramide dell'oscurità (quinta parte) - Annodando le spire del cobra    | 20 settembre 1985  | -               |
| 16                                 | 600-02   | Countdown for Zartan                                                | Conto alla rovescia                                                        | 23 settembre 1985  | -               |
| 17                                 | 600-12   | Red Rocket's Glare                                                  | Razzi a luci rosse                                                         | 24 settembre 1985  | -               |
| 18                                 | 600-13   | Satellite Down                                                      | Il satellite perduto                                                       | 25 settembre 1985  | -               |
| 19                                 | 600-05   | Cobra Stops the World                                               | Missione Patagonia                                                         | 26 settembre 1985  | -               |
| 20                                 | 600-06   | Jungle Trap                                                         | Trappola nella giungla                                                     | 27 settembre 1985  | -               |
| 21                                 | 600-01   | Cobra's Creatures                                                   | Un'arma... bestiale                                                        | 30 settembre 1985  | -               |
| 22                                 | 600-23   | The Funhouse                                                        | Il parco dei divertimenti                                                  | 1º ottobre 1985    | -               |
| 23                                 | 600-19   | Twenty Questions                                                    | L'intervista pericolosa                                                    | 2 ottobre 1985     | -               |
| 24                                 | 600-21   | The Greenhouse Effect                                               | Effetto serra                                                              | 3 ottobre 1985     | -               |
| 25                                 | 600-07   | Haul Down the Heavens                                               | Tirate giù il cielo                                                        | 4 ottobre 1985     | -               |
| 26                                 | 600-16   | Synthoid Conspiracy, Part I                                         | La cospirazione dei sintoidi (prima parte)                                 | 7 ottobre 1985     | -               |
| 27                                 | 600-17   | Synthoid Conspiracy, Part II                                        | La cospirazione dei sintoidi (seconda parte)                               | 8 ottobre 1985     | -               |
| 28                                 | 600-15   | The Phantom Brigade                                                 | L'armata fantasma                                                          | 9 ottobre 1985     | -               |
| 29                                 | 600-10   | Lights! Camera! Cobra!                                              | Luci, motore, Cobra!                                                       | 10 ottobre 1985    | -               |
| 30                                 | 600-11   | Cobra's Candidate                                                   | Sabotaggio politico                                                        | 11 ottobre 1985    | -               |
| 31                                 | 600-14   | Money to Burn                                                       | Denaro che scotta                                                          | 14 ottobre 1985    | -               |
| 32                                 | 600-09   | Operation: Mind Menace                                              | Operazione minaccia dalla mente                                            | 15 ottobre 1985    | -               |
| 33                                 | 600-08   | Battle for the Train of Gold                                        | La battaglia per il treno dell'oro                                         | 16 ottobre 1985    | -               |
| 34                                 | 600-04   | Cobra Soundwaves                                                    | Onde sonore Cobra                                                          | 17 ottobre 1985    | -               |
| 35                                 | 600-24   | Where the Reptiles Roam                                             | Dove vagano i rettili                                                      | 18 ottobre 1985    | -               |
| 36                                 | 600-20   | The Gamemaster                                                      | Un gioco pericoloso                                                        | 21 ottobre 1985    | -               |
| 37                                 | 600-25   | Lasers in the Night                                                 | Laser nella notte                                                          | 22 ottobre 1985    | -               |
| 38                                 | 600-26   | The Germ                                                            | Il germe                                                                   | 23 ottobre 1985    | -               |
| 39                                 | 600-22   | The Viper is Coming                                                 | Appuntamento con la vipera                                                 | 24 ottobre 1985    | -               |
| 40                                 | 600-18   | Spell of the Siren                                                  | L'incantesimo della sirena                                                 | 25 ottobre 1985    | -               |
| 41                                 | 600-31   | Cobra Quake                                                         | Terremoto Cobra                                                            | 28 ottobre 1985    | -               |
| 42                                 | 600-28   | Captives of Cobra, Part I                                           | Prigionieri dei Cobra (prima parte)                                        | 29 ottobre 1985    | -               |
| 43                                 | 600-36   | Captives of Cobra, Part II                                          | Prigionieri dei Cobra (seconda parte)                                      | 30 ottobre 1985    | -               |
| 44                                 | 600-29   | Bazooka Saw a Sea Serpent                                           | Bazooka e il serpente di mare                                              | 31 ottobre 1985    | -               |
| 45                                 | 600-32   | Excalibur                                                           | Excalibur                                                                  | 1º novembre 1985   | -               |
| 46                                 | 600-27   | Worlds Without End, Part I                                          | Il convertitore di materia (prima parte)                                   | 4 novembre 1985    | -               |
| 47                                 | 600-34   | Worlds Without End, Part II                                         | Il convertitore di materia (seconda parte)                                 | 5 novembre 1985    | -               |
| 48                                 | 600-35   | Eau De Cobra                                                        | Eau de Cobra                                                               | 6 novembre 1985    | -               |
| 49                                 | 600-33   | Cobra Claws Are Coming to Town                                      | Il Cobra all'attacco                                                       | 7 novembre 1985    | -               |
| 50                                 | 600-42   | An Eye for an Eye                                                   | Occhio per occhio                                                          | 8 novembre 1985    | -               |
| 51                                 | 600-47   | The Gods Below                                                      | Dei sotterranei                                                            | 11 novembre 1985   | -               |
| 52                                 | 600-43   | Primordial Plot                                                     | Complotto primordiale                                                      | 12 novembre 1985   | -               |
| 53                                 | 600-44   | Flint's Vacation                                                    | Le vacanze di Flint                                                        | 13 novembre 1985   | -               |
| 54                                 | 600-45   | Hearts and Cannons                                                  | Cuori e cannoni                                                            | 14 novembre 1985   | -               |
| 55                                 | 600-48   | Memories of Mara                                                    | La sirena                                                                  | 15 novembre 1985   | -               |
| 56                                 | 600-30   | The Traitor, Part 1                                                 | Il traditore (prima parte)                                                 | 25 novembre 1985   | -               |
| 57                                 | 600-46   | The Traitor, Part 2                                                 | Il traditore (seconda parte)                                               | 26 novembre 1985   | -               |
| 58                                 | 600-51   | The Pit of Vipers                                                   | Cane da guardia                                                            | 27 novembre 1985   | -               |
| 59                                 | 600-49   | The Wrong Stuff                                                     | L'impresa sbagliata                                                        | 28 novembre 1985   | -               |
| 60                                 | 600-52   | The Invaders                                                        | Gli invasori                                                               | 29 novembre 1985   | -               |
| 61                                 | 600-55   | Cold Slither                                                        | Cold Slither                                                               | 2 dicembre 1985    | -               |
| 62                                 | 600-56   | The Great Alaskan Land Rush                                         | Il sigillo dell'Alaska                                                     | 3 dicembre 1985    | -               |
| 63                                 | 600-57   | Skeletons in the Closet                                             | Scheletri nell'armadio                                                     | 11 dicembre 1985   | -               |
| 64                                 | 600-58   | There's No Place Like Springfield, Part 1                           | Non c'è nessun posto come Springfield (prima parte)                        | 12 dicembre 1985   | -               |
| 65                                 | 600-59   | There's No Place Like Springfield, Part 2                           | Non c'è nessun posto come Springfield (seconda parte)                      | 13 dicembre 1985   | -               |
| Seconda stagione                   |          |                                                                     |                                                                            |                    |                 |
| 66                                 | 600-73   | Arise, Serpentor, Arise!, Part 1                                    | Sorgi, Serpentor, sorgi (prima parte)                                      | 15 settembre 1986  | -               |
| 67                                 | 600-74   | Arise, Serpentor, Arise!, Part 2                                    | Sorgi, Serpentor, sorgi (seconda parte)                                    | 16 settembre 1986  | -               |
| 68                                 | 600-75   | Arise, Serpentor, Arise!, Part 3                                    | Sorgi, Serpentor, sorgi (terza parte)                                      | 17 settembre 1986  | -               |
| 69                                 | 600-76   | Arise, Serpentor, Arise!, Part 4                                    | Sorgi, Serpentor, sorgi (quarta parte)                                     | 18 settembre 1986  | -               |
| 70                                 | 600-77   | Arise, Serpentor, Arise!, Part 5                                    | Sorgi, Serpentor, sorgi (quinta parte)                                     | 19 settembre 1986  | -               |
| 71                                 | 600-50   | Last Hour to Doomsday                                               | L'ultima ora del giudizio                                                  | 25 settembre 1986  | -               |
| 72                                 | 600-53   | Computer Complications                                              | Complicazioni del computer                                                 | 26 settembre 1986  | -               |
| 73                                 | 600-54   | Sink the Montana!                                                   | Affondate la Montana                                                       | 29 settembre 1986  | -               |
| 74                                 | 600-60   | Let's Play Soldier                                                  | Giochiamo ai soldati                                                       | 30 settembre 1986  | -               |
| 75                                 | 600-64   | Once Upon a Joe                                                     | C'era una volta                                                            | 1º ottobre 1986    | -               |
| 76                                 | 600-62   | The Million Dollar Medic                                            | La medaglia da un milione di dollari                                       | 2 ottobre 1986     | -               |
| 77                                 | 600-61   | Cobrathon                                                           | Cobrathon                                                                  | 6 ottobre 1986     | -               |
| 78                                 | 600-63   | The Rotten Egg                                                      | Uova marce                                                                 | 7 ottobre 1986     | -               |
| 79                                 | 600-65   | Glamour Girls                                                       | Cercasi belle ragazze                                                      | 8 ottobre 1986     | -               |
| 80                                 | 600-66   | Iceberg Goes South                                                  | Iceberg si trasforma                                                       | 9 ottobre 1986     | -               |
| 81                                 | 600-67   | The Spy Who Rooked Me                                               | Una missione inutile                                                       | 13 ottobre 1986    | -               |
| 82                                 | 600-68   | Grey Hairs and Growing Pains                                        | Acciacchi della vecchiaia                                                  | 14 ottobre 1986    | -               |
| 83                                 | 600-69   | My Brother's Keeper                                                 | Amore fraterno                                                             | 15 ottobre 1986    | -               |
| 84                                 | 600-70   | My Favorite Things                                                  | I miei oggetti preferiti                                                   | 16 ottobre 1986    | -               |
| 85                                 | 600-71   | Raise the Flagg!                                                    | Operazione di salvataggio                                                  | 20 ottobre 1986    | -               |
| 86                                 | 600-79   | Ninja Holiday                                                       | Un sicario per i Cobra                                                     | 22 ottobre 1986    | -               |
| 87                                 | 600-72   | G.I. Joe and the Golden Fleece                                      | G.I. Joe e l'antica Grecia                                                 | 27 ottobre 1986    | -               |
| 88                                 | 600-78   | The Most Dangerous Thing in the World                               | Esperimento fallito                                                        | 28 ottobre 1986    | -               |
| 89                                 | 600-80   | Nightmare Assault                                                   | La macchina degli incubi                                                   | 29 ottobre 1986    | -               |
| 90                                 | 600-82   | Second Hand Emotions                                                | Emozioni di seconda mano                                                   | 31 ottobre 1986    | -               |
| 91                                 | 600-81   | Joe's Night Out                                                     | Discoteca spaziale                                                         | 10 novembre 1986   | -               |
| 92                                 | 600-83   | Not a Ghost of a Chance                                             | Evviva la verità                                                           | 13 novembre 1986   | -               |
| 93                                 | 600-84   | Sins of Our Fathers                                                 | Il mostro del pozzo                                                        | 18 novembre 1986   | -               |
| 94                                 | 600-85   | In the Presence of Mine Enemies                                     | Esperimento fallito                                                        | 19 novembre 1986   | -               |
| 95                                 | 600-86   | Into Your Tent I Will Silently Creep                                | Un furto inutile                                                           | 20 novembre 1986   | -               |

## Edizioni home video

### Italia
Nel 1990 la Stardust editò quattro VHS.
- G.I. Joe - Computer spia
- G.I. Joe - Trappola nella giungla
- G.I. Joe - Assalto alla base Cobra
- G.I. Joe - Missione aurora boreale

### Stati Uniti
Nel 2003-2004 la Rhino Entertainment ha pubblicato in DVD le mini-serie, la prima stagione e la prima parte della seconda, non portando a compimento l'opera per la perdita dei diritti. Nel marzo 2009 Shout! Factory ha pubblicato in DVD tutti i 95 episodi.

## Crossover
Il Comandante Cobra compare come antagonista secondario nell'episodio Solo umano della terza stagione della prima serie animata dei Transformers.